# Аюмаа
Аюмаа (абх. аҩымаа, уголовая арфа) — абхазский аккомпанирующий народный музыкальный струнный инструмент.
Аюмаа представляет собой дугу из липового дерева, нависшую над корпусом.
Корпус долблёный, имеет форму полуцилиндра. Сверху он накрыт деревянной декой, которая прикреплена к нему посредством небольших полосок кожи, переходящих с деки на корпус. Вдоль деки по средней линии проходит деревянная планка, в которой проделано 14 маленьких круглых отверстий.
В них продеваются завязанные узлом концы струн и закрепляются деревянными колышками.
Струны аюмаа — из конского волоса.

## История
По наблюдению грузинских учёных, абхазское название арфы аюмаа и его народная этимология 'двурукая' тоже вызывают ассоциацию с человеческой рукой. Такого же мнения придерживались и абхазские музыковеды, вспоминая при этом предания осетин и сванов.

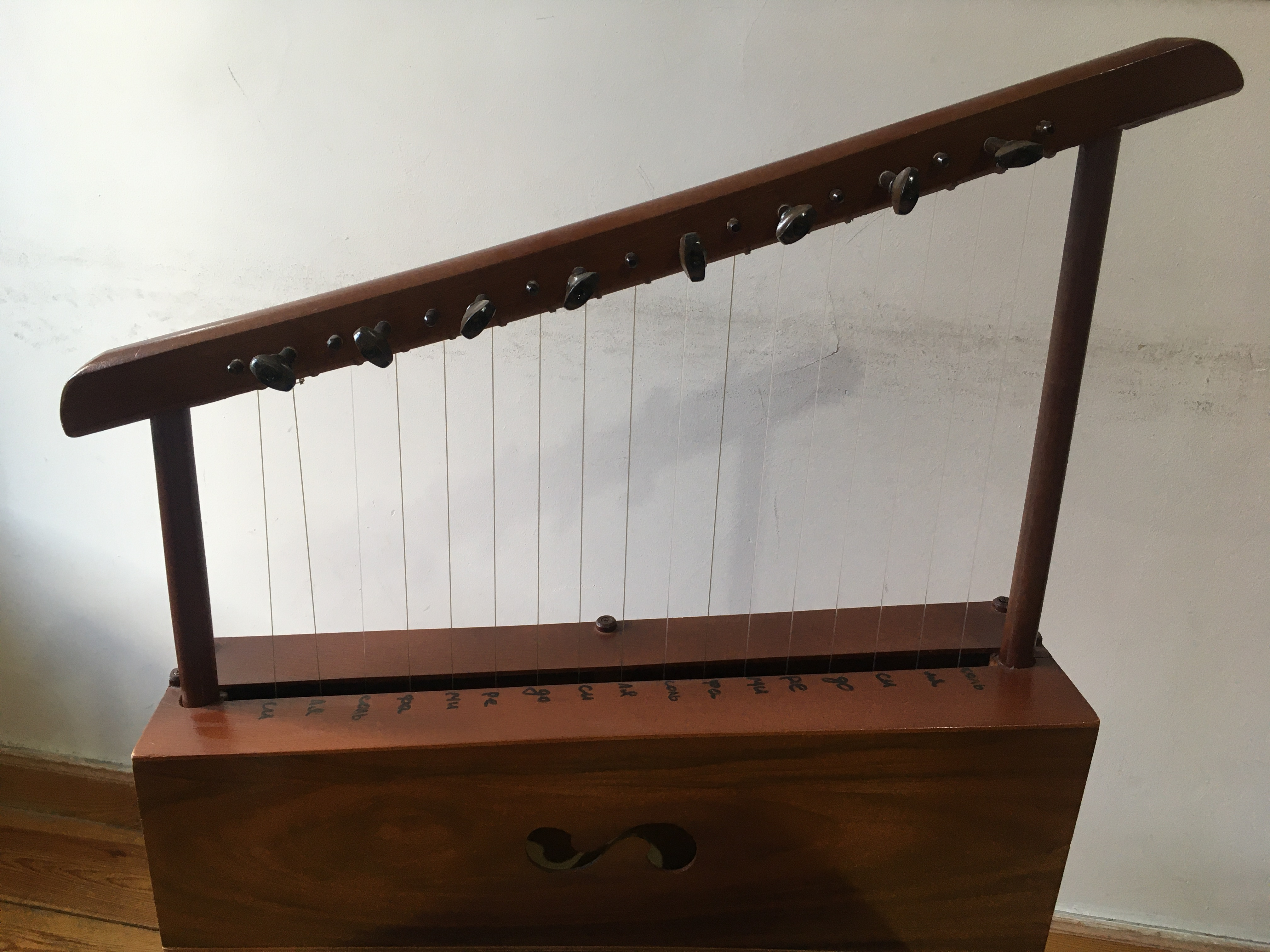

Абхазская арфа могла иметь 9, 11, 14 и даже 18 струн, что может говорить только о том, что народная традиция абхазов не знала постоянного объёма звукоряда инструмента, так как в народе не сложились исполнительские традиции игры на нём.
В Абхазии арфы, принадлежавшие придворным музыкантам владетельных князей, хранились в языческих святилищах как священные предметы, связанные с культом.

## Обрядовая культура
Аюмаа, в основном, — аккомпанирующий инструмент, под звучание которой исполнялись исторические и военные песни.
В период праздничного приёма посетителя в Абхазии окружала вниманием молодёжь, в его честь организовывали пляски, его веселили игрой на ачарпын, аюмаа, ахымаа или апхьарца.

## Инструментальные коллективы
В современной Абхазии существует множество народных инструментальных ансамблей, которые исполняют композиции на аюмаа. Используется в оркестрах народных инструментов, самый известный ансамбль «Гунда».

## Галерея

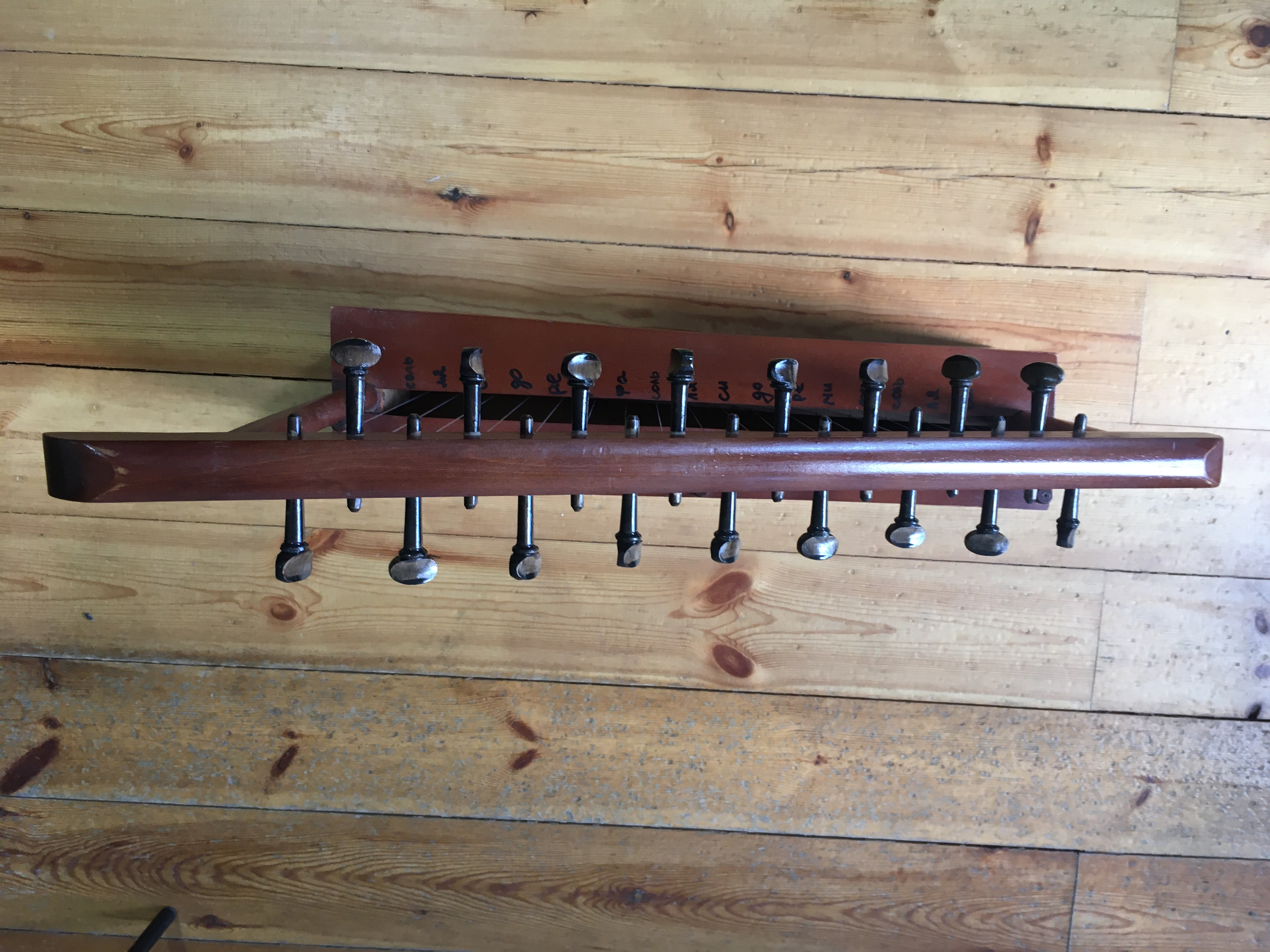
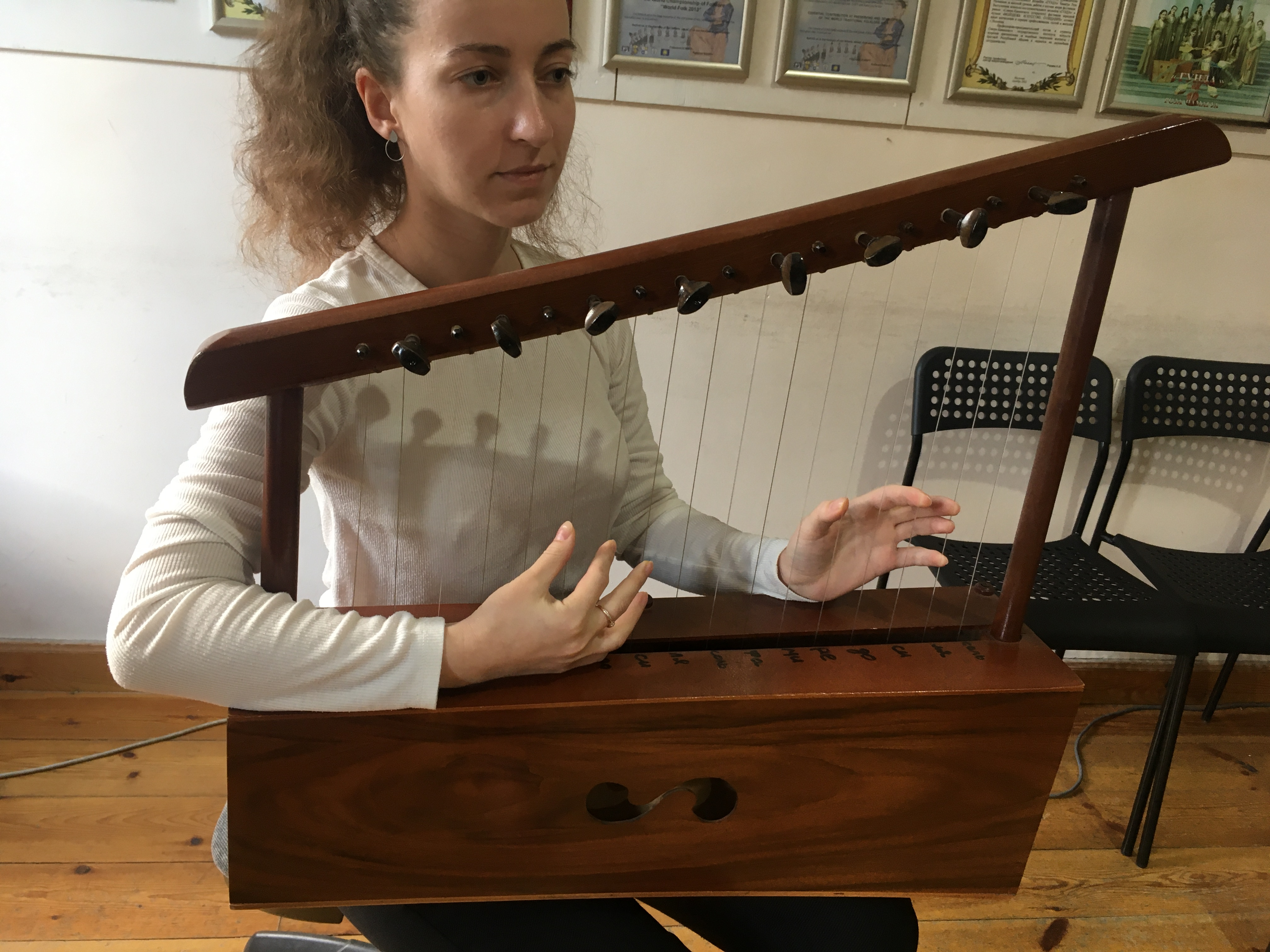
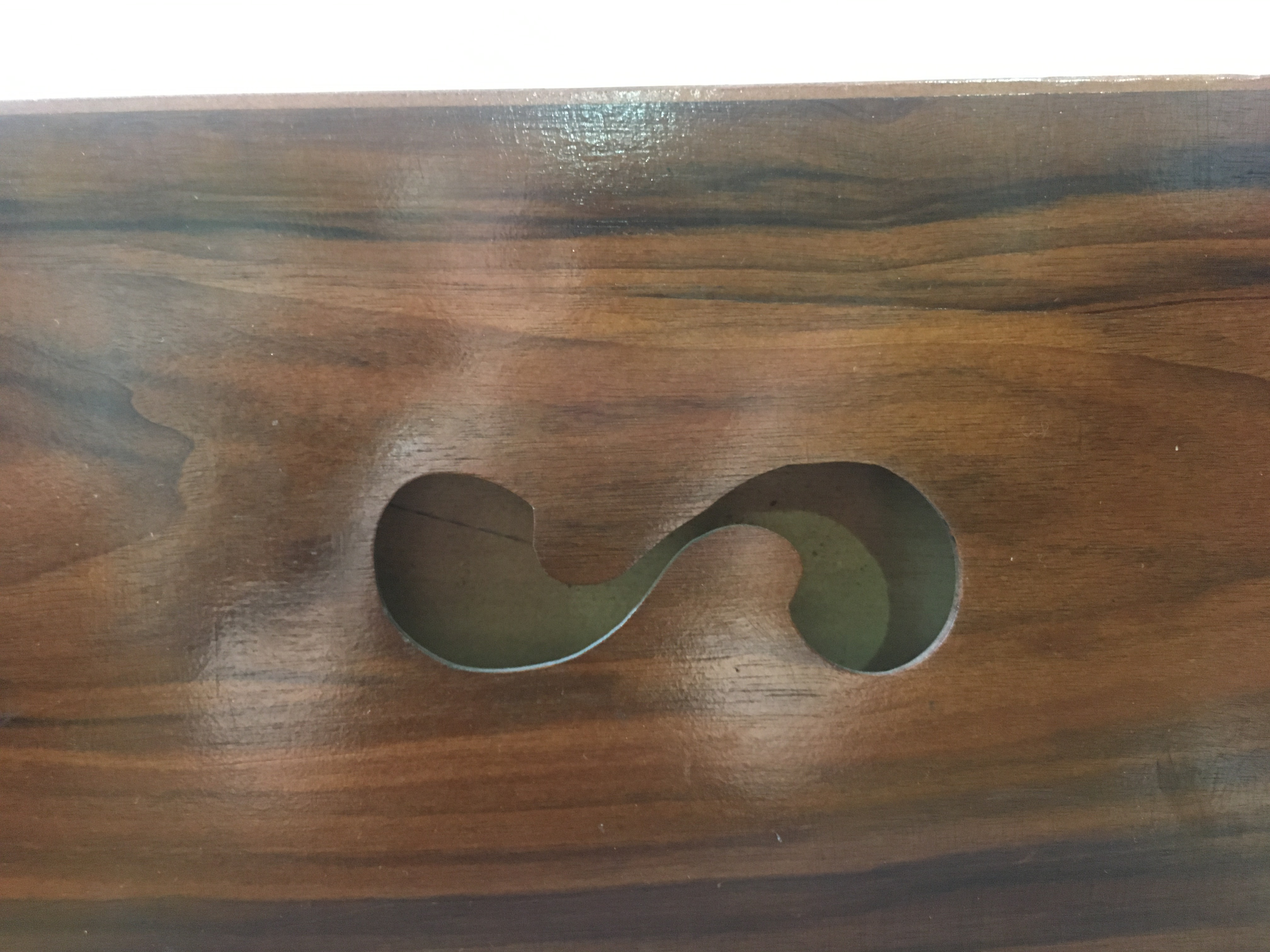
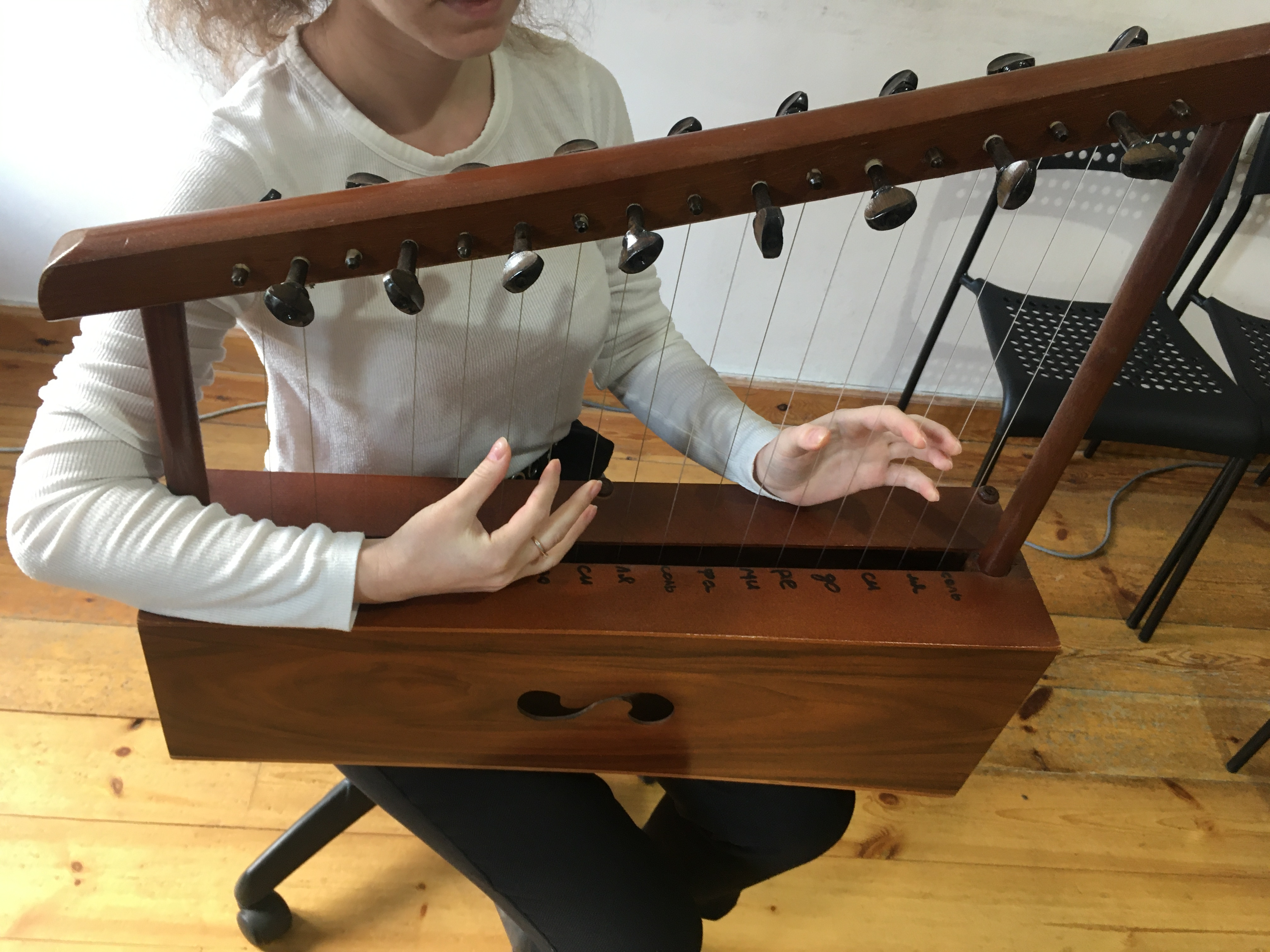